# Bitva na říčce Valové
Bitva na říčce Valové či také Bitva u Kralic byla válečným střetem mezi českým vojskem pod velením Václava Vlčka z Čenova loajálnímu českému králi Jiřímu z Poděbrad a uherskou jízdou vedenou uherským králem a českým vzdorokrálem Matyášem Korvínem v rámci česko-uherských válek. Odehrála se 12. července 1470 na zhruba tříkilometrovém prostoru podél říčky Valové (Romže) u Kralic na Hané nedaleko Prostějova a skončila vítězstvím Korvínových oddílů. Ty pak však nepokračovaly v dalších vojenských akcích a stáhly se do obsazeného Brna.

## Pozadí

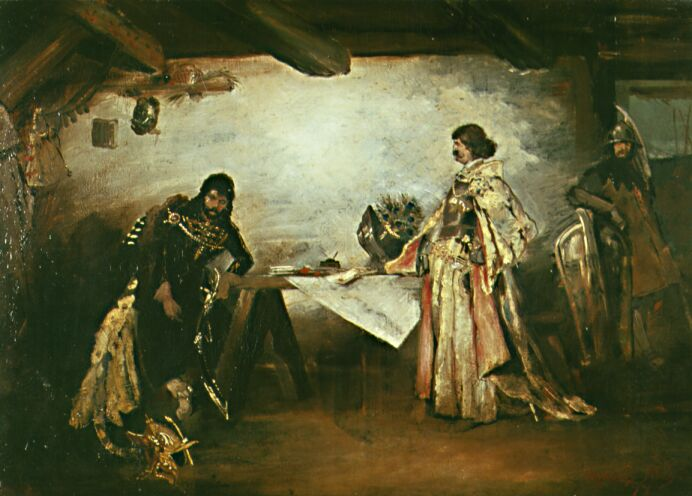
Setkání Jiřího z Poděbrad s Matyášem Korvínem v kovárně v Úhrově (malba M. Alše)

Dne 23. prosince 1466 prohlásil papež Pavel II. Jiřího z Poděbrad jako kacíře za sesazeného z trůnu a vyhlásil proti kališnickým Čechám křížovou výpravu. Útokům houfů křižáků z okolních zemí, stejně jako akcím domácí katolické Zelenohorské jednoty, vojska Jiřího z Poděbrad úspěšně čelila. V březnu roku 1468 zahájil přímý boj vykonavatel papežské klatby uherský král Matyáš Korvín. Vpadl na Moravu a postupně likvidoval Jiřího pozice: postupně byla dobyta Třebíč, opevněný klášter Hradisko u Olomouce, posléze po půlročním obléhání také hrad Špilberk v Brně. Výprava Čechů proti Matyášovým vojskům skončila katastrofou, když v bitvě u Zvole bylo české vojsko rozprášeno a jeho velitel Zdeněk Kostka z Postupic byl smrtelně zraněn. Jeho nástupcem se pak stal vojenský hejtman a válečný stratég Václav Vlček u Čenova. 

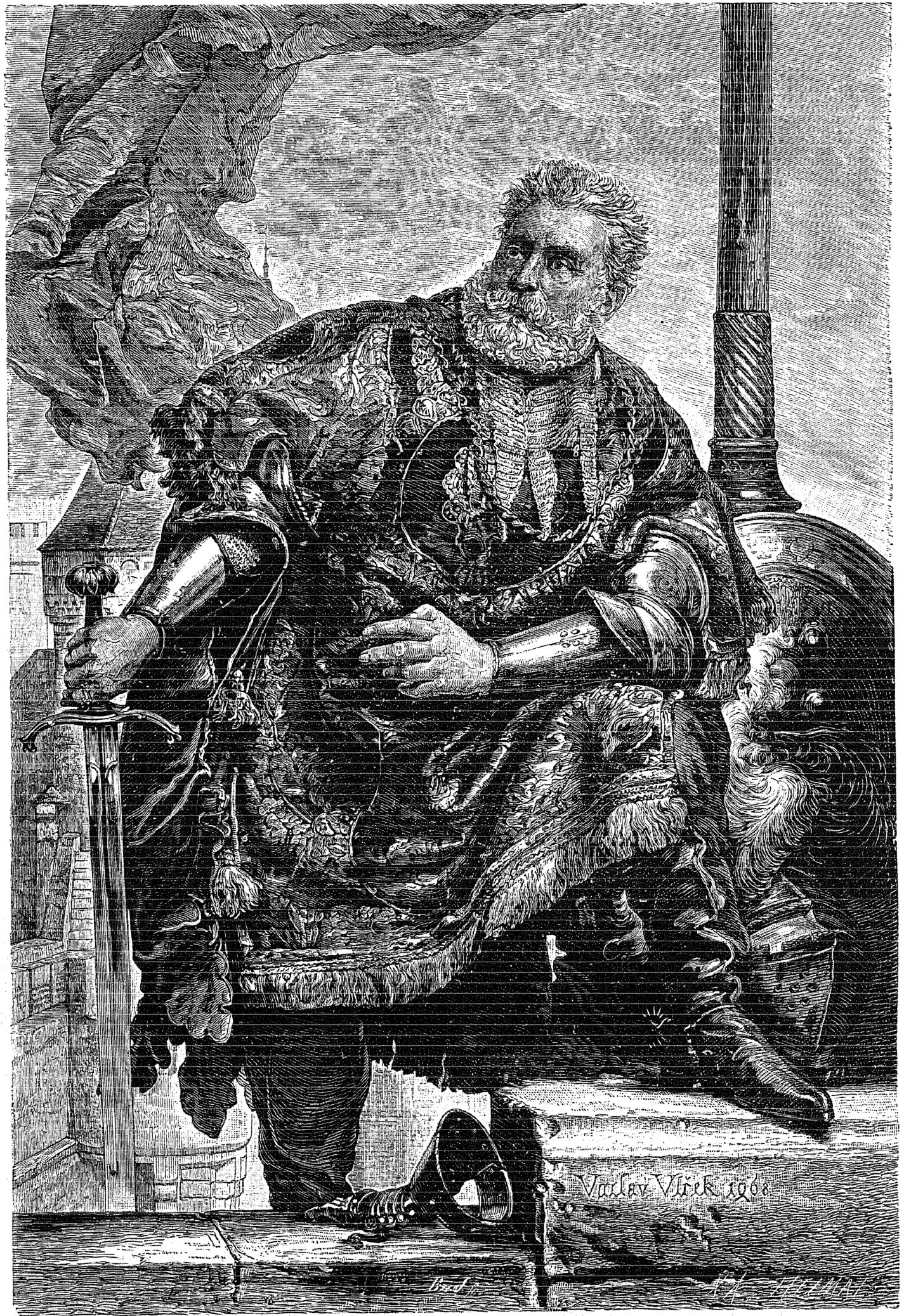
Václav Vlček na výřezu z obrazu Jana Matejky

Začátkem února roku 1469 se Korvín se silným vojskem vydal na tažení do Čech znovu, byl však obklíčen u Vilémova a po osobním jednání s Jiřím nucen slíbit, že akcí proti němu zanechá. Svůj slib však nedodržel a brojil proti Jiřímu dál. 3. května byl katolickými pány zvolen v Olomouci za českého krále. V červnu však český zemský sněm tuto volbu odmítl a na návrh Jiřího z Poděbrad uznal nástupnictví Vladislava Jagellonského na český trůn. Zejména na Moravě a ve Slezsku se rozhořely boje mezi příznivci obou znesvářených táborů. V listopadu 1469 byl však Korvín Jindřichem z Poděbrad poražen v bitvě u Uherského Brodu a donucen ze zemí Koruny české ustoupit do Horních Uher. Další tažení na Moravu zahájil v létě 1470: 26. června obléhal Hodonín, kde se mu povedlo svést úspěšnou bitvu s oddíly Václava Vlčka a poté se se svými jednotkami vydal směrem proti proudu řeky Moravy.

## Průběh bitvy
Vlčkovo vojsko se pak od Hodonína přesouvalo severovýchodním směrem k Prostějovu, odtud se pak mělo přidat k hlavnímu voji Jiřího z Poděbrad táhnoucího z Čech na Moravu. Uherské vojsko bylo o jejich pohybu informováno a Korvín následně rozhodl, aby byl na dlouhou kolonu vozů a jízdy české armády, postupující k Prostějovu proti proudu říčky Valové, proveden náhlý jízdní útok ve výrazné početní převaze. Po nočním přesunu zaujalo 12. července 1470 na 6 000 jezdců pod Korvínovým velením pozice a následně ze zálohy zaútočilo na nepřipraveného nepřítele, který se patrně toho dne chystal říčku přebrodit.
Útok uherské jízdy v široké formaci následně rozvinul bitevní linii v délce přibližně tří kilometrů, mj. v okolí obcí Bedihošť, Hrubčice či Čehovice. Překvapené české vojsko nebylo schopno jízdnímu útoku efektivně čelit, neboť mj. nestačilo rozvinout klíčový prvek jejich bojové strategie: vozovou hradbu, přesto se však zmohlo k alespoň částečnému odporu. V bezvýchodné situaci zavelel Václav Vlček k ústupu a následně se se svými zbylými spolubojovníky stáhl směrem k Tovačovu. Korvín pak Čechy nepronásledoval a se svými jezdci obsadil městečko Kralice, kde s vojskem přenocoval. Vzhledem ke zprávám o pohybu vojska Jiřího z Poděbrad se však následně jeho síly stáhly zpět do Brna.
Uherské kroniky uvádějí stovky padlých a zajatých Čechů a kořistí patnácti set vozů, české prameny pak deset ztracených vozů, třináct zajatých a sto padesát padlých. Obě strany však čísla, dle výsledku bitvy, tendenčně upravují.

## Hodnocení bitvy
Bitva znamenala pro české vojsko dílčí strategickou porážku, která znemožnila spojení vojsk Václava Vlčka z Čeňkova s hlavním Poděbradovým vojem. Zároveň dokázala, ve spojení s tažením Jiřího na Moravu, zabránit Korvínovým silám v dalším pronikání hlouběji na Moravu. Korvín pak nechal vítězství v bitvě velkolepě oslavovat a nařídil všem kostelům v Uhersku zvonit zvony a na mších zpívat oslavný chorál Te Deum.
Jednalo se rovněž o střet v rámci posledního vojenského tažení Jiřího z Poděbrad, který nedlouho nato začal trpět závažnými zdravotními obtížemi a 22. března roku 1471 zemřel. Další boje, byť v menším rozsahu a intenzitě, vedl o následnictví a legitimitu českého trůnu Vladislav Jagellonský. Spor mezi oběma panovníky formálně urovnala Olomoucká smlouva, střety v dílčí míře však probíhaly až do smrtí Matyáše Korvína smrti roku 1490.